# Регулярна мапа (теорія графів)

Шестикутний осоедр, регулярна мапа на сфері з двома вершинами, шістьма ребрами, шістьма гранями і 24 прапорами.

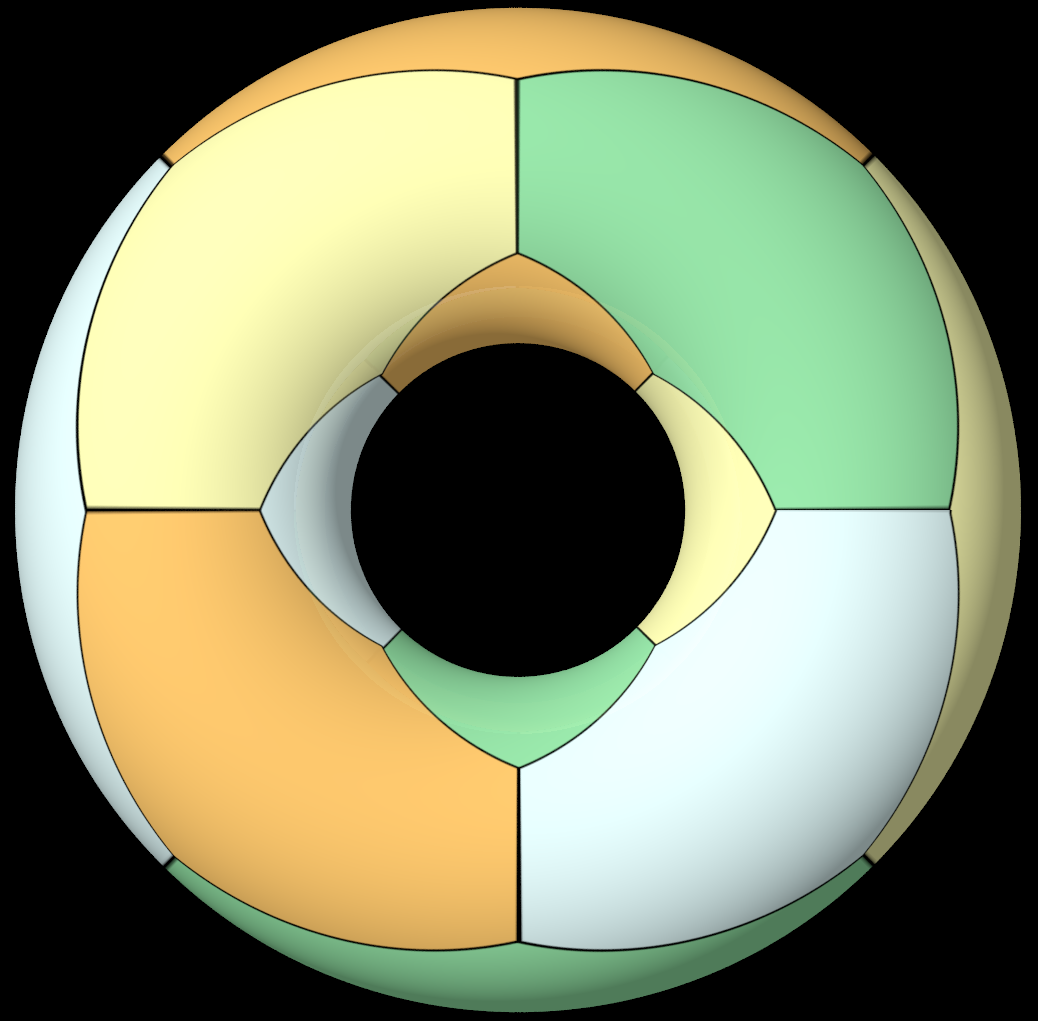
Регулярна мапа {6,3}_{4,0} на тору з 16 гранями, 32 вершинами і 48 ребрами.

У математиці регулярна мапа — це симетрична теселяція замкнутої поверхні . Точніше, регулярна мапа — це розкладання двовимірного многовиду (такого як сфера, тор або дійсна проективна площина ) на топологічні диски таким чином, що кожен прапорець (інцидентна трійка вершина-ребро-грань) може бути перетворений на будь-який інший прапорець за допомогою симетрії розкладання. Регулярні мапи є, в певному сенсі, топологічними узагальненнями правильних многогранників . Теорія мап та їх класифікація пов'язані з теорією поверхонь Рімана, гіперболічною геометрією та теорією Галуа . Регулярні мапи класифікуються за: родом та орієнтованістю опорної поверхні, графом, що лежить в основі, або групою автоморфізмів.

## Огляд
Регулярні відображення зазвичай визначаються та вивчаються трьома способами: топологічно, терією груп або теорією графів.

### Топологічний підхід
Згідно топології, карта — це 2-комірковий розклад компактного зв'язного 2-многовиду. 
Рід g відображення M задається співвідношенням Ейлера {\displaystyle \chi (M)=|V|-|E|+|F|} що дорівнює {\displaystyle 2-2g} якщо карта орієнтована, і {\displaystyle 2-g} якщо відображення неорієнтовне. Важливо, що для кожного орієнтовного роду, окрім тора, існує скінченна (ненульова) кількість регулярних відображень.

### Теорія груп
З теоретичної точки зору групи, перестановочне представлення регулярного відображення M є транзитивною групою перестановок. C, на множині {\displaystyle \Omega } прапорців, породжених трьома вільними інволюціями з нерухомою точкою r0, r1, r2, що задовольняють (r0r2)2= I. У цьому визначенні грані є орбітами F = <r0, r1>, ребра – це орбіти E = <r0, r2> а вершини – це орбіти V = <r1, r2>. Більш абстрактно, група автоморфізмів будь-якого регулярного відображення — це невироджений, гомоморфний образ групи трикутників - <2,m,n>.

### Теорія графів
З точки зору теорії графів, карта — це кубічний граф {\displaystyle \Gamma } з краями, забарвленими в синій, жовтий, червоний колір, таким чином, що: {\displaystyle \Gamma } зв'язна, кожна вершина інцидентна одному ребру кожного кольору, а цикли ребер, не пофарбованих у жовтий колір, мають довжину 4. Зауважте, що {\displaystyle \Gamma } — це граф прапорців або мапа представленна графом (graph-encoded map GEM) карти, визначена на вершинному наборі прапорців {\displaystyle \Omega } і не є скелетом G = (V,E) відображення. Загалом, | {\displaystyle \Omega } | = 4|E|.
Мапа M є регулярною, якщо Aut(M) діє регулярно на прапорах. Aut(M) для регулярної мапи є транзитивною на вершинах, ребрах і гранях M.
Мапа M називається рефлексивною тоді й лише тоді, коли Aut(M) є регулярною та містить автоморфізм {\displaystyle \phi }, який фіксує і вершину v, і грань f, але змінює порядок ребер на протилежний.
Мапа, яка є регулярною, але не рефлексивною, називається хіральною.

## Приклади

Півкуб, регулярна карта.

- Великий додекаедр — це регулярна мапа з п'ятикутними гранями на орієнтованій поверхні роду 4.
- Півкуб — це регулярна мапа типу {4,3} у проективній площині .
- Гемідодекаедр — це регулярна мапа, отримана шляхом п'ятикутного вбудовування графа Петерсена в проективну площину.
- p-осоедр — це регулярна мапа типу {2,p}.
- Мапа Діка — це регулярна мапа 12 восьмикутників на поверхні роду 3. Його базовий граф, граф Діка, також може утворювати регулярне відображення 16 шестикутників у торі.

Нижче наведено повний список регулярних мап на поверхнях з додатною ейлеровою характеристикою χ : сфера та проективна площина. 
| χ | g  | Schläfli | Vert. | Edges | Faces | Group     | Order | Graph          | Graph | Notes            |
| - | -- | -------- | ----- | ----- | ----- | --------- | ----- | -------------- | ----- | ---------------- |
| 2 | 0  | {p,2}    | p     | p     | 2     | C2 × Dihp | 4p    | Cp             |       | Dihedron         |
| 2 | 0  | {2,p}    | 2     | p     | p     | C2 × Dihp | 4p    | p-fold K2      |       | Hosohedron       |
| 2 | 0  | {3,3}    | 4     | 6     | 4     | S4        | 24    | K4             |       | Tetrahedron      |
| 2 | 0  | {4,3}    | 8     | 12    | 6     | C2 × S4   | 48    | K4 × K2        |       | Cube             |
| 2 | 0  | {3,4}    | 6     | 12    | 8     | C2 × S4   | 48    | K2,2,2         |       | Octahedron       |
| 2 | 0  | {5,3}    | 20    | 30    | 12    | C2 × A5   | 120   |                |       | Dodecahedron     |
| 2 | 0  | {3,5}    | 12    | 30    | 20    | C2 × A5   | 120   | K6 × K2        |       | Icosahedron      |
| 1 | n1 | {2p,2}/2 | p     | p     | 1     | Dih2p     | 4p    | Cp             |       | Hemi-dihedron    |
| 1 | n1 | {2,2p}/2 | 2     | p     | p     | Dih2p     | 4p    | p-fold K2      |       | Hemi-hosohedron  |
| 1 | n1 | {4,3}/2  | 4     | 6     | 3     | S4        | 24    | K4             |       | Hemicube         |
| 1 | n1 | {3,4}/2  | 3     | 6     | 4     | S4        | 24    | 2-fold K3      |       | Hemioctahedron   |
| 1 | n1 | {5,3}/2  | 10    | 15    | 6     | A5        | 60    | Petersen graph |       | Hemidodecahedron |
| 1 | n1 | {3,5}/2  | 6     | 15    | 10    | A5        | 60    | K6             |       | Hemi-icosahedron |

На зображеннях нижче показано три з 20 регулярних мап у потрійному торі, позначених їхніми типами Шлефлі.

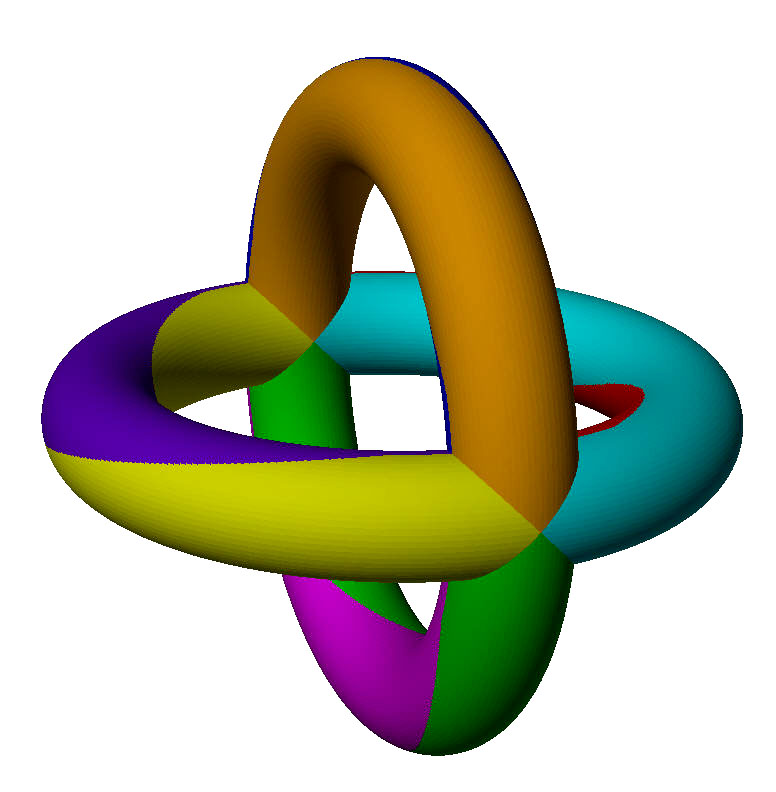
{6,4 }
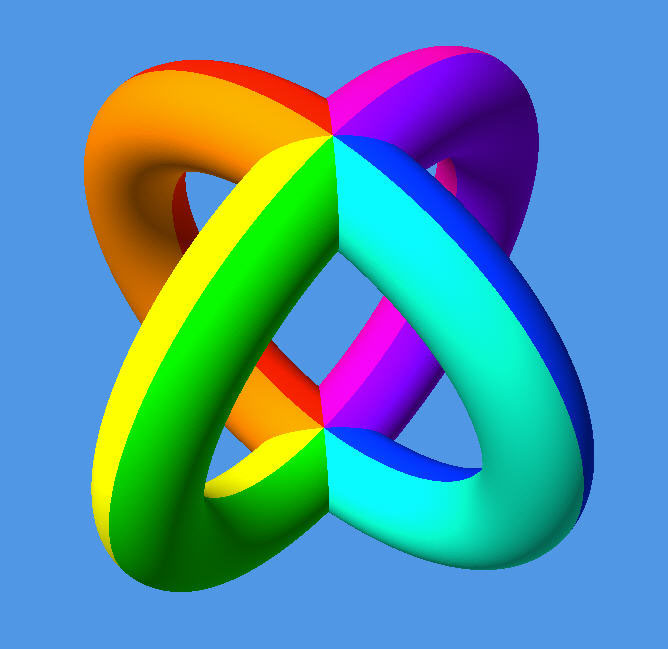
{4,8 }
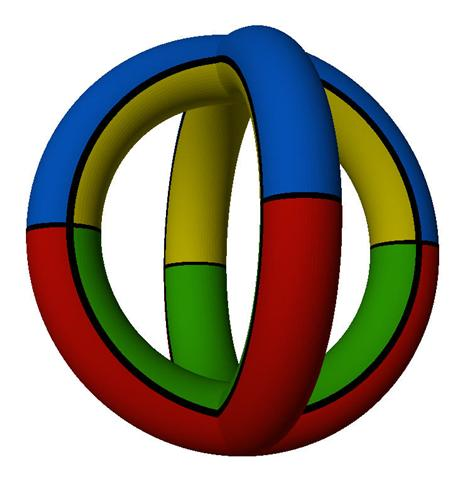
{8,4 }

## Тороїдальні багатогранники
| {4,4}1,0 (v:1, e:2, f:1) | {4,4}1,1 (v:2, e:4, f:2) | {4,4}2,0 (v:4, e:8, f:4)  | {4,4}2,1 (v:5, e:10, f:5)  | {4,4}2,2 (v:8, e:16, f:8)   |
| {3,6}1,0 (v:1, e:3, f:2) | {3,6}1,1 (v:3, e:9, f:6) | {3,6}2,0 (v:4, e:12, f:8) | {3,6}2,1 (v:7, e:21, f:14) | {3,6}2,2 (v:12, e:36, f:24) |
| {6,3}1,0 (v:2, e:3, f:1) | {6,3}1,1 (v:6, e:9, f:3) | {6,3}2,0 (v:8, e:12, f:4) | {6,3}2,1 (v:14, e:21, f:7) | {6,3}2,2 (v:24, e:36, f:12) |

Регулярні мапи існують як тороедричні багатогранники, що представляють собою скінченні частини евклідових мозаїк, накладених на поверхню двоциліндра як плоский тор . Вони позначені як {4,4}b,c  для тих, що пов'язані з квадратною мозаїкою, {4,4}.  {3,6}b,c пов'язані з трикутною мозаїкою, {3,6}, а {6,3}b,c пов'язані з гексагональною мозаїкою, {6,3}. b та c – натуральні числа.  Існує 2 особливих випадки (b, 0) та (b, b) з відбивною симетрією, тоді як загальні випадки існують у хіральних парах (b, c) та (c, b).
Регулярні мапи виду {4,4} m ,0 можна представити як скінченний правильний косий багатогранник {4,4 | m }, який розглядається як квадратні грані дуопризми розміру m × m у 4-вимірах.
Ось приклад {4,4} 8,0, відображеного з площини як шахової дошки на циліндричний переріз та тор. Проекція з циліндра на тор спотворює геометрію у 3 вимірах, але може бути виконана без спотворення у 4 вимірах.
| χ | g | Schläfli            | Vert. | Edges | Faces | Group       | Order | Notes                                                |
| - | - | ------------------- | ----- | ----- | ----- | ----------- | ----- | ---------------------------------------------------- |
| 0 | 1 | {4,4}b,0 n=b2       | n     | 2n    | n     | [4,4](b,0)  | 8n    | Flat toroidal polyhedra Same as {4,4 \| b}           |
| 0 | 1 | {4,4}b,b n=2b2      | n     | 2n    | n     | [4,4](b,b)  | 8n    | Flat toroidal polyhedra Same as rectified {4,4 \| b} |
| 0 | 1 | {4,4}b,c n=b2+c2    | n     | 2n    | n     | [4,4]+(b,c) | 4n    | Flat chiral toroidal polyhedra                       |
| 0 | 1 | {3,6}b,0 t=b2       | t     | 3t    | 2t    | [3,6](b,0)  | 12t   | Flat toroidal polyhedra                              |
| 0 | 1 | {3,6}b,b t=3b2      | t     | 3t    | 2t    | [3,6](b,b)  | 12t   | Flat toroidal polyhedra                              |
| 0 | 1 | {3,6}b,c t=b2+bc+c2 | t     | 3t    | 2t    | [3,6]+(b,c) | 6t    | Flat chiral toroidal polyhedra                       |
| 0 | 1 | {6,3}b,0 t=b2       | 2t    | 3t    | t     | [3,6](b,0)  | 12t   | Flat toroidal polyhedra                              |
| 0 | 1 | {6,3}b,b t=3b2      | 2t    | 3t    | t     | [3,6](b,b)  | 12t   | Flat toroidal polyhedra                              |
| 0 | 1 | {6,3}b,c t=b2+bc+c2 | 2t    | 3t    | t     | [3,6]+(b,c) | 6t    | Flat chiral toroidal polyhedra                       |

Загалом у регулярних тороїдальних многогранниках {p, q}b,c можна визначити, якщо p або q парні, хоча лише евклідові багатогранники вище можуть існувати як тороїдальні многогранники у 4-вимірах. У {2p, q} шляхи (b, c) можна визначити як ступінчасті грань-ребро-грань по прямих лініях, тоді як двоїсті форми {p, 2q} розглядатимуть шляхи (b, c) як ступінчасті вершина-ребро-вершина по прямих лініях.

## Гіперболічні регулярні мапи

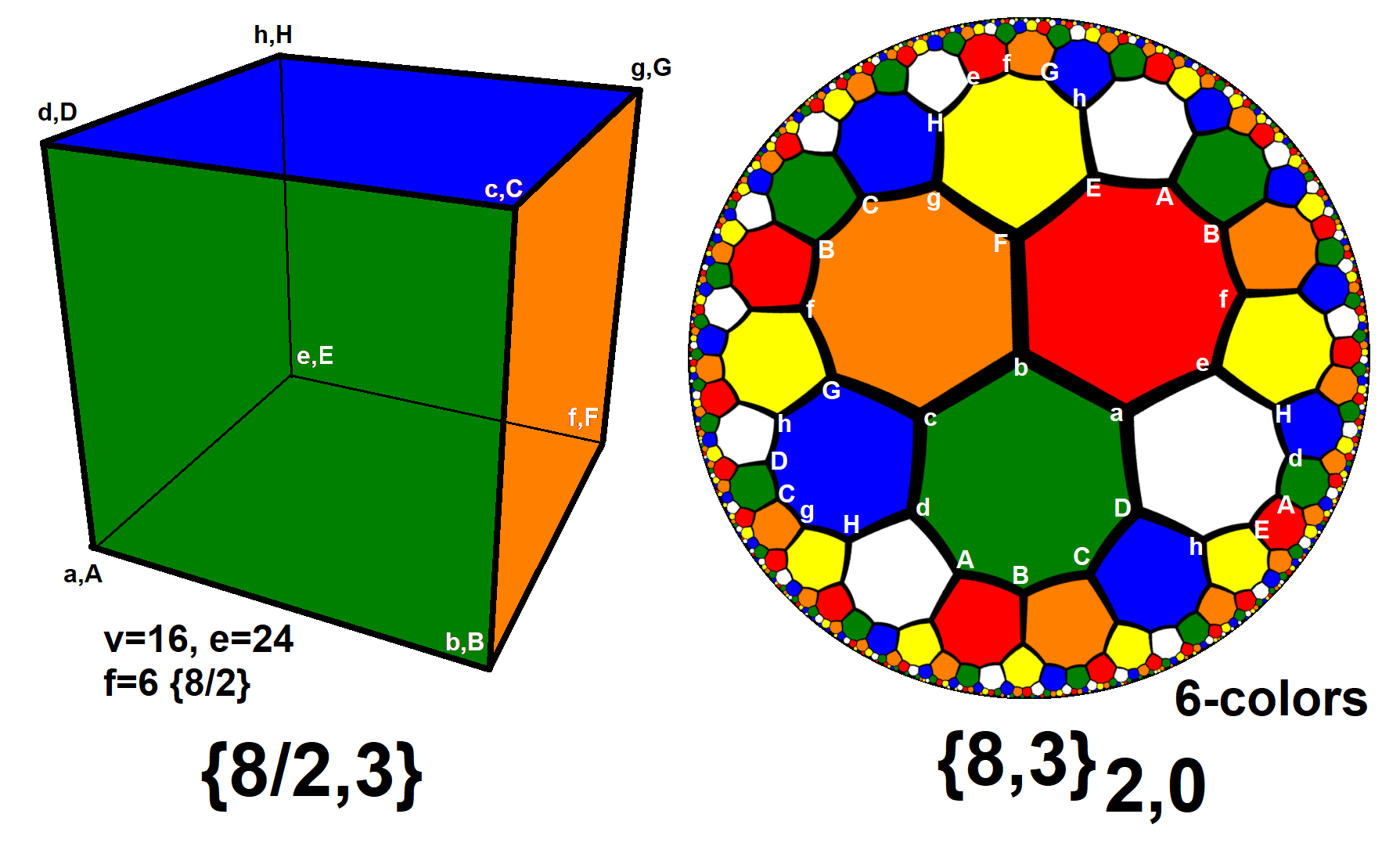
Бранко Грюнбаум визначив подвійно покритий куб {8/2,3} з 6 восьмикутними гранями, подвійно обгорнутим, що потребує 24 ребер та 16 вершин. Його можна розглядати як регулярну мапу {8,3} _{2,0} на гіперболічній площині з 6 кольоровими восьмикутниками.

| |  |
| Мапа {6,4} 3 можна розглядати як {6,4} 4,0 . Наступні протилежні ребра послідовно проходять через усі 4 шестикутники. Це існує в петріальному октаедрі {3,4}π з 6 вершинами, 12 ребрами та 4 косими шестикутними гранями. |  |